# センシティブ・プロデュース
有限会社センシティブ・プロデュースは、日本の芸能事務所である。
1988年12月に設立。グラビアアイドルを中心としたタレント事務所として営業を開始。
2019年2月に代表取締役が交代した。

## 所属タレント
- 吉野公佳
- 川崎愛
- 鈴木蘭清
- Lisa
- ななみにこ
- 藤堂みちえ
- maica
- 井川俊
- マティーニ・アイゼア・大河
- 浦咲人
- 保
- 光宣

### かつて所属していたタレント
- 飯窪五月
- 高木梓
- 松崎優
- 鈴木正子
- 辺見マリ（元・辺見プロモーション所属）
- 南原竜樹（元・辺見プロモーション所属）
- 大島祐也（元・辺見プロモーション所属）
- 華月ゆり
- 新宮明日香
- 葛原幸乃
- 寺田みなみ
- 小林恵里
- 水神いと
- 日蔭良磨
- 佐井周平
- 小林可奈
- 和田瞳
- 鳥井さなつ
- 谷茉衣子
- 西眞実
- 沖本宙恭
- 田崎トシミ
- 深寅芥
- 大家浩平
- 久万玲子
- 福田明日香（所属時はエージェント契約）
- 櫻庭ゆあ（所属時はエージェント契約）